# Podróż do Reims

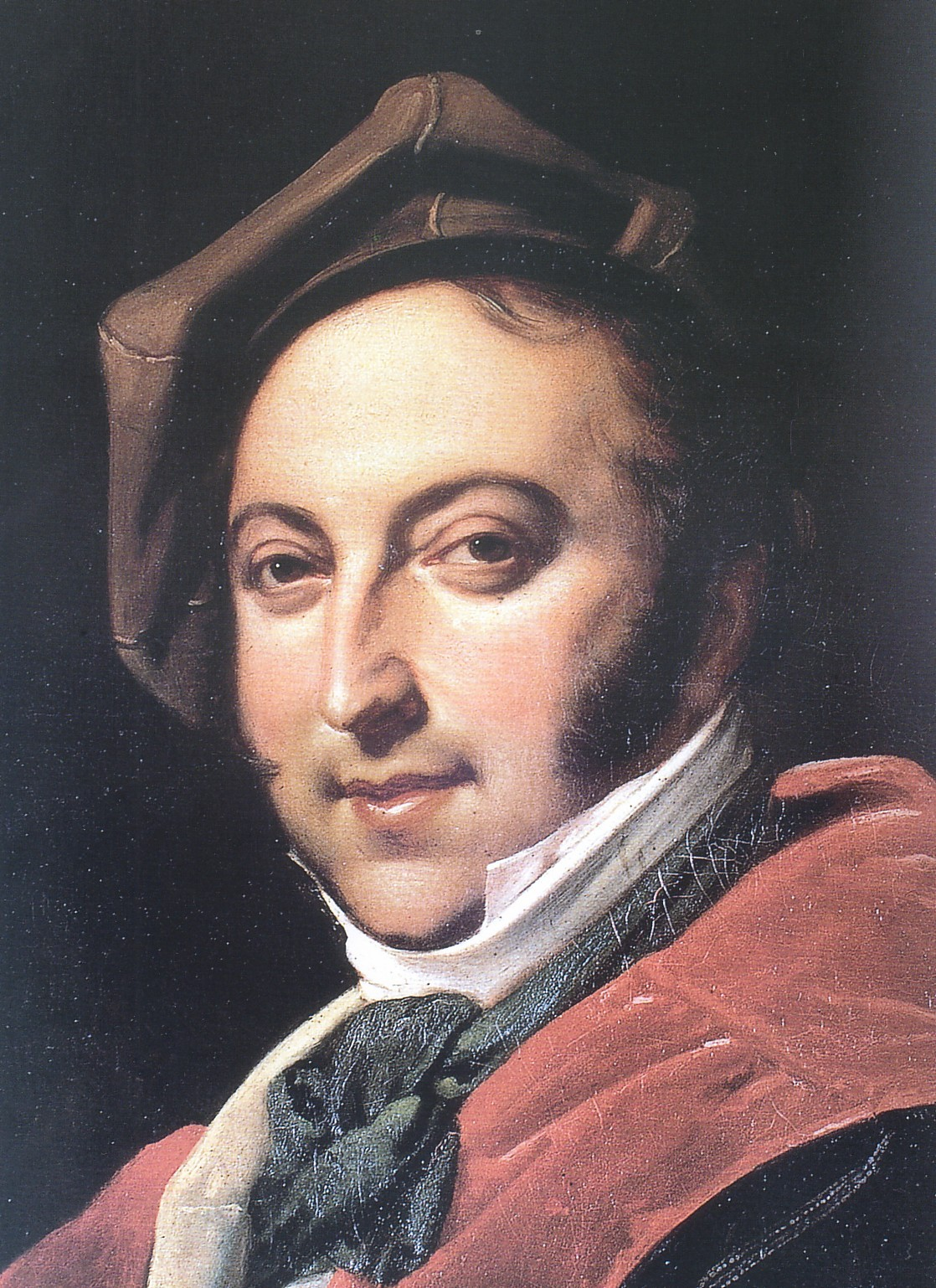
Gioacchino Rossini

Podróż do Reims albo Gospoda pod Złotą Lilią (wł. Il viaggio a Reims ossia L’albergo del Giglio d’oro) – opera Gioacchina Rossiniego, napisana i wystawiona w 1825 roku z okazji koronacji króla Francji Karola X.

## Okoliczności powstania
W 1825 roku Rossini, wówczas dyrektor Teatru Włoskiego w Paryżu, otrzymał zamówienie na okolicznościową operę z okazji koronacji Karola X w Reims. Libretto przygotował Luigi Balocchi, dyrektor sceny w Teatrze Włoskim. Opera została wystawiona w Teatrze Włoskim 19 czerwca 1825 roku. Publiczność powitała dzieło oklaskami, choć wyraźnie nudziły ją wątła akcja i dłużyzny libretta. Podróż do Reims to prawdopodobnie najdłuższa jednoaktówka w historii opery: przedstawienie trwało 3 godziny. Prasa paryska po spektaklu doradzała autorowi przeróbki i skróty. Rossini też najwidoczniej miał wątpliwości co do wartości utworu, skoro po trzecim przedstawieniu wycofał operę. Najlepsze fragmenty wykorzystał później w Hrabim Ory.

## Dalsze losy
Oryginał partytury opery nie zachował się. W oparciu o kopię, zachowaną w archiwum Teatru Włoskiego, w październiku 1848 roku, ówczesny dyrektor teatru Dupin, z powodu braku nowości repertuarowych, wznowił operę. Utwór otrzymał wówczas nowy tytuł Andremo a Parigi? (Pojedziemy do Paryża?). Skrócony i przerobiony spektakl opowiadał o gronie turystów, które wybiera się już nie do Reims na koronację, ale do Paryża, aby zwiedzić miejsca walk rewolucji lutowej. Wznowienia dokonano bez wiedzy Rossiniego. Przedstawienie nie cieszyło się powodzeniem u publiczności.
W 1854 roku podobnej przeróbki dokonano w Wiedniu (Il viaggio a Vienna) przy okazji zaślubin Franciszka Józefa z Elżbietą Bawarską. Dzieło następnie uległo zapomnieniu na ponad sto lat, partyturę zrekonstruowano dopiero w początkach lat 80 XX wieku, kompilując odnalezione fragmenty, zachowane w różnych bibliotekach muzycznych (Rzym, Paryż, Wiedeń). Po zrekonstruowaniu, w roku 1984 utwór został wystawiony na festiwalu rossiniowskim w Pesaro co rozpoczęło jego powrót na światowe sceny operowe.

## Obsada
| Rola                                                                 | Głos        | Premiera 19 czerwca 1825 (Pierwsza obsada) |
| -------------------------------------------------------------------- | ----------- | ------------------------------------------ |
| Korynna, słynna poetka rzymska                                       | sopran      | Giuditta Pasta                             |
| Markiza Melibea, polska dama, wdowa po włoskim generale              | kontralt    | Adelaide Schiassetti                       |
| Hrabina de Folleville – francuska młoda wdowa owładnięta przez modę  | sopran      | Laure Cinti-Damoreau                       |
| Madame Cortese, żona francuskiego kupca właściciela uzdrowiska       | sopran      | Ester Mombelli                             |
| Kawaler Belfiore, młody oficer francuski                             | tenor       | Domenico Donzelli                          |
| Hrabia Libenskof, rosyjski generał, zakochany w Melibei              | tenor       | Marco Bordogni                             |
| Lord Sidney, angielski pułkownik                                     | bas         | Carlo Zucchelli                            |
| Don Profondo, literat                                                | bas buffo   | Felice Pellegrini                          |
| Baron Trombonok, niemiecki major, zafascynowany muzyką               | bas         | Francesco Graziani                         |
| Don Alvaro, grand hiszpański, generał marynarki, zakochany w Melibei | bas         | Nicolas Levasseur                          |
| Don Prudenzio, lekarz z uzdrowiska                                   | bas         | Luigi Profeti                              |
| Don Luigino, kuzyn księżnej de Folleville                            | tenor       |                                            |
| Delia, młoda Greczynka, sierota pozostająca pod opieką Korynny,      | sopran      | Maria Amigo                                |
| Maddalena, guwernantka z uzdrowiska                                  | mezzosopran | Caterina Rossi                             |
| Modestina, służąca księżnej de Follevile                             | mezzosopran | p. Dotty                                   |
| Zefirino, kurier                                                     | tenor       | p. Giavanola                               |
| Antonio, szef służby                                                 | bas         | p. Auletta                                 |
| Gelsomino, kamerdyner                                                | tenor       | p. Trévaux                                 |

- chór
- tancerze i tancerki

## Treść
Akcja utworu rozgrywa się w maju 1825 roku, w przeddzień koronacji Karola X w Reims, w oberży, domu uzdrowiskowym "Pod Złotą Lilią" w Plombiėres. Zakładem zarządza Madama Cortese (Pani Uprzejma), która wraz z wierną jej Maddaleną i doktorem Don Prudenzio dbają o dobre samopoczucie licznie zebranych gości (introdukcja i aria: Presto, presto - Di vaghi raggi adorno). Goście, kosmopolityczno-arystokratyczne towarzystwo, są wymagający i kapryśni. Francuzka, Hrabina de Foleville, opłakuje w tragicznej arii utratę swej garderoby (Partir, oh ciel, desio!), po chwili zaś olśniewającą cabalettą wita cudem ocalały kapelusz. Niemiec, baron Trombonok okazuje się miłośnikiem sztuki muzycznej. Hiszpan Don Alvaro i Rosjanin, hrabia Libenskof, rywalizują o względny pięknej Polki, wdowy Markizy Melibei. Ich spór (sekstet: Si, di matti una gran gabbia) przerywa interwencja słynnej "rzymskiej improwizatorki", poetki Korynny, która grając na harfie opiewa wschodzącą nad Europą "jutrzenkę złotego wieku". Za Korynną podąża zakochany w niej Brytyjczyk, Lord Sidney (Invan strappar dal core). Kolejny podróżnik, Włoch Don Profondo, wielki kolekcjoner antyków, poszukuje aktualnie legendarnego miecza Fingala lub przynajmniej zbroi króla Artura.
Tymczasem w konkury do ukochanej lorda Sidneya uderza kawaler Belfiore. Zostaje jednak odprawiony z kwitkiem (duet: Nel suo divin sembiante). Don Profondo zachwala bogactwo swej kolekcji (Medaglie incomparabili). Okazuje się, że kawaler Belfiore złożył nieopatrznie jakieś przysięgi hrabinie de Foleville, a ona - choć nie ma co na siebie włożyć, ma dobrą pamięć. Baron Trombonok przynosi hiobową wieść: wszystkie konie do Reims zostały wynajęte. Towarzystwo popada w chóralną rozpacz wykonując Gran Pezzo Concertato na 14 głosów (A tal colpo inaspettato, Cóż za cios niespodziewany). Na szczęście okazuje się, że po koronacji monarcha uda się do Paryża, gdzie nie będzie końca fetom i fajerwerkom. Hrabina, paryżanka, zaprasza wszystkich do swojej rezydencji. Wszyscy pojadą zwykłym dyliżansem, a tymczasem pieniądze zaoszczędzone na koniach do Reims zostaną spożytkowane na wieczorne przyjęcie. Dochodzi do pojednania skłóconych kochanków: Markiza wybacza Hrabiemu Libenskofowi nadmierną zazdrość (duet: D'alma celeste). Belfiore spocznie na łonie Hrabiny, a Korynna poślubi swą sztukę. Spektakl kończy się wesołą "międzynarodówką", podczas której każdy śpiewa najpiękniejszą pieśń swojego kraju. Całość wieńczy nowa improwizacja Korynny na temat geniuszu Karola X.

## O operze
Podróż do Reims stanowi raczej rodzaj inscenizowanej kantaty niż operę. Wątła akcja jest w niej bowiem tylko pretekstem do uświetnienia uroczystości koronacyjnych. Utworem tym Rossini inauguruje nowy gatunek, który z czasem doczeka się kilku wybitnych realizacji: operę-kabaret, czy też operę-szopkę na tematy aktualne. Każdy z wykonawców ma w niej osobny skecz i uczestniczy w scenach zespołowych, przyczynia się do postępów pozornej intrygi i na koniec przyłącza się do współwykonawców w zbiorowym finale. Podróż do Reims jest też operą w operze, wielkim autocytatem i operą o niczym. Rossini drobiazgowo przestrzega form. Utwór otwiera dramatyczna introdukcja Madame Cortese, po niej następuje tragiczna aria nad zagubioną garderobą, łącznik (tempo di mezzo) i tryumfalna cabaletta o ocalonym kapeluszu. Jest sytuacyjny sekstet i potężne concertato. Rossini parodiuje własne schematy, przewrotnie demaskując ich sztampowość i pustkę. Odtwórcy głównych ról olśniewają stylem lirycznym, heroicznym i komicznym. Portrety psychologiczne są nakreślone wyraziście: nie sposób pomylić egzaltowanej Hrabiny z pełną godności Markizą czy ekstatyczną Korynną. Don Profondo z charakterystyczną dla XVIII-wiecznej opery "arią katalogową" bawi purnonsensem, a Doktor i Baron stanowią typy z komedii mieszczańskiej. Dystans Rossiniego do samego siebie - niosący zarodki jego przedwczesnego zamilknięcia - sięga szczytów w Gran Pezzo Concertato, odwzorowującym 3-częściowe sceny zespołowe z innych oper, ale rozdymającym je do monstrualnych rozmiarów. Finał to "wodewil" z wykorzystaniem znanych melodii.

## Polska prapremiera
Polska premiera miała miejsce w Teatrze Wielkim w Warszawie w 2003 roku, z udziałem m.in. Ewy Podleś (Markiza Melibea), Rockwella Blake’a (jako hrabia Libenskoff), Manuela Zapaty (Kawaler Belfiore), Anny Cymmerman (Korynna) i Edyty Piaseckiej (Hrabina Folleville), pod dyrekcją Alberto Zeddy, przedstawienie wyreżyserował Tomasz Konina.
| Obsada pierwszej produkcji w Polsce (dyr. Alberto Zedda, reż. Tomasz Konina) | Głos        | Prapremiera polska 6 kwietnia 2003              |
| ---------------------------------------------------------------------------- | ----------- | ----------------------------------------------- |
| Korynna, słynna poetka rzymska                                               | sopran      | Anna Cymmerman / Anna Karasińska                |
| Markiza Melibea, polska dama, wdowa po włoskim generale                      | kontralt    | Ewa Podleś                                      |
| Hrabina de Folleville – francuska młoda wdowa owładnięta przez modę          | sopran      | Edyta Piasecka                                  |
| Madame Cortese, żona francuskiego kupca właściciela uzdrowiska               | sopran      | Magdalena Andreew-Siwek / Agnieszka Dondajewska |
| Kawaler Belfiore, młody oficer francuski                                     | tenor       | Jose Manuel Zapata                              |
| Hrabia Libenskof, rosyjski generał, zakochany w Melibei                      | tenor       | Rockwell Blake                                  |
| Lord Sidney, angielski pułkownik                                             | bas         | Wojciech Gierlach                               |
| Don Profondo, literat                                                        | bas buffo   | Jarosław Bręk                                   |
| Baron Trombonok, niemiecki major, zafascynowany muzyką                       | bas         | Andrzej Witlewski                               |
| Don Alvaro, grand hiszpański, generał marynarki, zakochany w Melibei         | baryton     | Adam Kruszewski / Mariusz Godlewski             |
| Don Prudenzio, lekarz z uzdrowiska                                           | bas         | Mieczysław Milun                                |
| Don Luigino, kuzyn księżnej de Folleville                                    | tenor       | Rafał Bartmiński                                |
| Delia, młoda Greczynka, sierota pozostająca pod opieką Korynny,              | mezzosopran | Elżbieta Wróblewska                             |
| Maddalena, guwernantka z uzdrowiska                                          | mezzosopran | Magdalena Idzik                                 |
| Modestina, służąca księżnej de Follevile                                     | mezzosopran | Elżbieta Pańko / Katarzyna Suska                |
| Zefirino, kurier                                                             | tenor       | Wojciech Parchem                                |
| Antonio, szef służby                                                         | bas         | Czesław Gałka                                   |
| Gelsomino, kamerdyner                                                        | tenor       | Krzysztof Szmyt                                 |